# Supercopa do Brasil de Futebol Sub-20 de 2020
A Supercopa do Brasil de Futebol Sub-20 de 2020 foi a quarta edição desta competição organizada pela Confederação Brasileira de Futebol. O torneio consiste nos embates entre o campeão do Campeonato Brasileiro Sub-20 de 2020, Atlético Mineiro e o campeão da Copa do Brasil Sub-20 de 2020, Vasco da Gama. Esta edição foi disputada em jogo único. O Vasco venceu por 7-6 nos pênaltis após empate de 2-2 no tempo normal.

## Participantes
| Clube            | Estado         | Classificação                                   | Participação |
| ---------------- | -------------- | ----------------------------------------------- | ------------ |
| Atlético Mineiro | Minas Gerais   | Campeão do Campeonato Brasileiro Sub-20 de 2020 | 2ª           |
| Vasco da Gama    | Rio de Janeiro | Campeão da Copa do Brasil Sub-20 de 2020        | 1ª           |

### Ficha Técnica das Partidas
| 21 de fevereiro | Atlético Mineiro                      | 2-2       | Vasco da Gama         | Estádio Kleber Andrade,Cariacica             |
| 20:00h          | Luís Eduardo 74' · Pedro Henrique 86' | Relatório | Vinicius 35' · MT 39' | Público: 0 Árbitro: José Wellington Bandeira |

|                                                                                   |     | Penalidades                                                              |  |
| Pedro Henrique Giovani Micael Luís Eduardo Echaporã Hiago Ribeiro Matheus Alisson | 6-7 | Miranda Caio Lopes Rodrigo Marcos Dias Marlon Gomes Caio Eduardo Menezes |  |

| Atlético Mineiro | Vasco da Gama (2º Uniforme) |

| G               | 1  | Gabriel Delfim        |  |     |
| LD              | 2  | Talison               |  | 85' |
| Z               | 4  | Micael                |  |     |
| Z               | 3  | Hiago Ribeiro         |  |     |
| LE              | 6  | Vinicius Nogueira 48' |  | 85' |
| M               | 5  | Iago                  |  | 45' |
| M               | 7  | Rubens                |  | 67' |
| M               | 8  | Gabriel Santos        |  | 45' |
| A               | 9  | Giovani               |  |     |
| A               | 10 | Julio César 54'       |  | 75' |
| A               | 11 | Echaporã              |  |     |
| Substituições:  |    |                       |  |     |
| M               | 20 | Luis Fernando         |  | 85' |
| M               | 21 | Matheus Alisson       |  | 85' |
| M               | 22 | Thiago Juan           |  | 45' |
| M               | 17 | Luis Eduardo          |  | 45' |
| A               | 18 | Carlos Manuel         |  | 67' |
| A               | 19 | Pedro Henrique 88'    |  | 75' |
| Técnico:        |    |                       |  |     |
| Marcos Valadare |    |                       |  |     |

| G              | 1  | Cadu           |  |         |
| LD             | 2  | JP Galvão      |  |         |
| Z              | 3  | Menezes        |  |         |
| Z              | 4  | Miranda        |  |         |
| LE             | 6  | Caio Eduardo   |  |         |
| M              | 5  | Caio Lopes 13' |  |         |
| M              | 8  | Matias Galarza |  | 93'     |
| M              | 10 | MT 7'          |  | 70'     |
| A              | 11 | João Pedro     |  | 70'     |
| A              | 7  | Vinicius       |  | 79'     |
| A              | 9  | Laranjeira     |  | 79'     |
| Substituições: |    |                |  |         |
| M              | 21 | Marcos Dias    |  | 70'     |
| A              | 19 | Arthur 80'     |  | 70'     |
| A              | 16 | Andrey         |  | 79' 93' |
| A              | 20 | Figueiredo     |  | 79'     |
| M              | 17 | Marlon Gomes   |  | 93'     |
| M              | 15 | Rodrigo 82'    |  | 93'     |
| Técnico:       |    |                |  |         |
| Diogo Siston   |    |                |  |         |

## Premiação
| Supercopa do Brasil Sub-20 de 2020 |
| ---------------------------------- |
| Vasco da Gama Campeão (1.º título) |